# Hendrik van Heuraet
Hendrik van Heuraet   (Haarlem, 8 de setembre de 1634 - Leiden, c. 1660) (llatinitzat: Henricus o Henrici) va ser un matemàtic holandès, del segle xvii.

## Vida
No es coneix gairebé res de la seva vida. Se sap que va ingressar a la Universitat de Leiden el 1653 per estudiar medicina. En aquesta universitat va formar part del grup de deixebles de Frans van Schooten, amb Johan de Witt, Johannes Hudde i Christiaan Huygens. També sembla que va fer una estança d'estudis a Saumur en data incerta.
A partir de 1660 deixa de ser mencionat en la correspondència i cal suposar que devia morir en aquesta data.

## Obra
L'única obra de van Heuraet és Epistola de Transmutatione Curvarum Linearum in Rectas, publicada per van Schooten en la segona edició (1659) ampliada de la seva traducció al llatí de la Geomètrie de Descartes.
És un breu article de tres pàgines en el que estableix un mètode general per a rectificar una corba. Un métode molt similar al que encara s'utilitza avui en dia per a calcular la longitud d'una corba.
Van Heuraet construeix per a cada punt {\displaystyle C} d'una corba qualsevol {\displaystyle ABCDE}, un punt {\displaystyle I} que pertany a la corba {\displaystyle GHIKL} i que compleix {\displaystyle MI/W=CQ/CM}, on {\displaystyle W} és una constant i {\displaystyle CQ} és la normal en el punt {\displaystyle C}.
A partir d'aquesta construcció i augmentant el nombre de punts {\displaystyle C,I} ad infinitum, és fàcil demostrar que l'àrea sota la corba {\displaystyle GHIKL} és igual a la longitud de la corba {\displaystyle ABCDE} per una constant.
Aquest mètode és molt similar al que, contemporàniament, va publicar el britànic William Neile.